# Аккерманівський кар'єр (нікелевий)
Аккерманівський кар'єр (нікелевий) – колишнє гірничодобувне підприємство у Оренбурзькій області Росії.
Аккерманівське нікелеве родовище виявили та розвідали в 1935 – 1937 роках, після чого почали розробляти в межах проекту Південно-Уральського нікелевого комбінату, що здійснив першу плавку в 1938 році. Розробка велась відкритим способом, а для вивозу руди між рудником та металургійним заводом проклали вузькоколійну залізницю.
Під час радянсько-германської війни з рудника вилучили 0,9 млн тон руди, при цьому намагались розробляти передусім ділянки з найбільш високим вмістом нікелю. 
Видобуток припинили в 1958-му через нерентабельність, при цьому за весь період експлуатації вилучили 3,7 млн тон руди, а глибина кар’єру досягнула 57 метрів.
Наразі в затопленому кар’єрі знаходиться озеро Забой, що має глибину до 45 метрів.